# Абдуллаев, Хабиб Мухаммедович
Хабиб Мухаммедович Абдуллаев (18 (31) июля 1912, кишлак Араван, Ферганская область — 20 июня 1962, Ташкент) — советский узбекский геолог, академик (с 1947 года) и президент (1956—1962) Академии наук Узбекской ССР. Член-корреспондент Академии наук СССР (1958).

## Биография
В 1936 году окончил Среднеазиатский индустриальный институт. Затем преподавал в Московском геологоразведочном институте и Среднеазиатском политехническом институте. Основные труды Абдуллаева посвящены петрологии и рудным месторождениям. Выдвинул теорию закономерностей формирования и распределения в земной коре главных полезных ископаемых.
С 1936 по 1939 год читал лекции в МГРИ.
В 1941 году был заведующий Промышленным отделом.
С 1942 по 1948 год был заместителем Председателя Совнаркома.
В 1943 году стал членом-корреспондентом.
С 1947 году вице-президент.
С 1947 по 1949 год был директором Института геологии.
В 1959 году удостоен Ленинской премии за работы о роли гранитоидов в постмагматическом рудообразовании. Член Минералогического общества Великобритании и Ирландии (1960) и Геологического общества Франции (1960). Депутат Верховного Совета СССР 5-го созыва.
Награждён орденом Ленина, орденом Трудового Красного знамени и тремя орденами Красной Звезды. В 2002 году посмертно награждён орденом «Буюк хизматлари учун».
Является основателем Среднеазиатской школы металлогенистов, петрометаллогенического направления в геологии.
Похоронен на Чигатайском кладбище в Ташкенте.

## Научная деятельность
Автор 180 научных работ, в том числе 8 монографий. Подготовил 7 докторов и 28 кандидатов, из которых 9 стали докторами и 1 — академиком.
В 1946 году защитил докторскую диссертацию на тему: «Геология шеелитовых скарнов Средней Азии».
Показал возрастное скольжение всех геологических процессов с севера на юг, многоэтапность рудообразования, многоярусность его источников; поднял вопросы роли эффузивных пород в процессе рудообразования и важности количественной характеристики пород.
Абдулаевым Х.М была разработана классификация рудно-петрографических провинций всего земного шара.
Под его руководством создавались первые схемы тектономагматических комплексов и металлогенические схемы Тянь-Шаня и Памира, карты Чаткало-Кураминского региона.

## Научные труды
- К парагенезису главнейших гипогенных минералов Лянгарского месторождения (1942)
- «Геология шеелитоносных скарнов Средней Азии», (1947)
- Очерк по металлогении Средней Азии (железо, вольфрам, олово) (1949)
- «Генетическая связь оруденения с гранитоидными интрузиями» (1954)
- «Дайки и оруденения» (1957)
- Магматизм и оруденение Средней Азии (1960)
- Рудно-петрографические провинции (1964)
- Собрание сочинений. В 7-ми томах[5]

## Семья
Сын — Пулат Абдуллаев, чрезвычайный и полномочный посол РФ.

## Память
Имя Хабиба Абдуллаева носила станция Юнусабадской линии Ташкентского метрополитена, построенная в 2001 году, однако 16 июня 2015 года она была переименована в станцию «Шахристан».
В Кыргызстане, где родился Хабиб Абдуллаев в честь него названы школы в городе Ош и Араванском районе, улицы в городе Ош, Кара-Суйском и Араванском районах Ошской области.